# Wajcin
Wajcin (biał. Вайцін; ros. Войтин, Wojtin) – osiedle na Białorusi, w obwodzie homelskim, w rejonie homelskim, w sielsowiecie Szarpiłauka.